# Acrotome
Acrotome es un género con ocho especies de plantas con flores perteneciente a la familia Lamiaceae. Es originario del sur de África.

## Taxonomía
El género fue descrito por Nicholas Edward Brown y publicado en Genera Plantarum 627. 1838. La especie tipo es: Acrotome pallescens Benth. 

## Especies aceptadas
A continuación se brinda un listado de las especies del género Acrotome aceptadas hasta septiembre de 2014, ordenadas alfabéticamente. Para cada una se indica el nombre binomial seguido del autor, abreviado según las convenciones y usos.	
- Acrotome angustifolia
- Acrotome fleckii
- Acrotome hispida Benth.
- Acrotome inflata Benth.
- Acrotome mozambiquensis
- Acrotome pallescens Benth.
- Acrotome tenuis
- Acrotome thorncroftii